# Belida chaetoneura
Belida chaetoneura là một loài ruồi trong họ Tachinidae.